# Pierre Aigrain
Pierre Raoul Aigrain (* 28. September 1924 in Poitiers; † 30. Oktober 2002 in Garches, Département Hauts-de-Seine) war ein französischer Physiker und Staatssekretär für Forschung unter Valéry Giscard d’Estaing. Er arbeitete auf den Gebieten der Festkörperphysik und der Halbleitertechnologie.

## Leben
Aigrain begann im Oktober 1942 eine Ausbildung an einer École Navale. Durch die Selbstversenkung der Flotte von Toulon musste er seine Ausbildung abbrechen und wurde nach der Befreiung Frankreichs durch die Vereinigten Staaten in dieselbigen geschickt, um Marineflieger zu werden. Dort wechselte er zum Carnegie Institute of Technology in Pittsburgh, wo er einen Doktorgrad in Physik erwarb. Seine Kenntnisse über Elektronik führten ihn 1948 zurück nach Frankreich, wo er auf Anregung von Yves Rocard in dessen Gruppe für Halbleitertechnik an der ÉNS kam.
Er wurde 1952 Dozent für theoretische Physik an der Universität Lille und arbeitete später im Labor für Physik der École normale supérieure. Im Jahr 1954 wurde er Dozent und dann 1957 Professor ohne Lehrstuhl an der Mathematisch-Naturwissenschaftlichen Fakultät der Universität Paris-Diderot in Paris. Ab 1958 wurde er Professor und Inhaber des Lehrstuhls für Elektrotechnik.
Von 1961 bis 1965 war er Direktor für Verteidigungsforschung und 1965–67 Generaldirektor für höhere Bildung. Die von ihm mitverantwortete Reform der Zugangserleichterung zu den französischen Universitäten im Jahr 1966 (Fouchet-Aigrain-Reform) wird als eine wesentliche Ursache für die Ereignisse im Mai 1968 angesehen (Studentenunruhen). 1968–1973 war er Vorstand der Forschungsverwaltung der französischen Regierung. 1973 ging er für ein Jahr als Henry Luce Professor ans Massachusetts Institute of Technology in den Vereinigten Staaten. Nach seiner Rückkehr wurde er Berater für mehrere Industrieunternehmen, unter anderem Thomson-CSF. Vom 6. April 1978 bis 22. Mai 1981 war er Staatssekretär für Forschung unter Premierminister Raymond Barre. Danach setzte er sich für eine verstärkte wissenschaftliche Kooperation innerhalb Europas ein. 1991 war er über seine Beratertätigkeit für Thomson-CSF in die Fregattenaffäre von Taiwan verstrickt, in der Frankreich sechs Stealth-Fregatten der La-Fayette-Klasse nach Taiwan verkaufte.
1961 wurde Aigrain in die American Academy of Arts and Sciences gewählt, 1974 in die National Academy of Sciences und 1981 in die American Philosophical Society. 1988 wurde er zum Mitglied der französischen Académie des sciences ernannt.